# Daniel Hissnauer
Daniel Hissnauer (* 7. März 1977 in Ludwigshafen) ist ein deutscher Jurist. Er ist seit dem 18. Januar 2022 Richter am Bundesverwaltungsgericht.

## Leben und Wirken
Hissnauer trat nach Abschluss seiner juristischen Ausbildung 2008 in den Justizdienst des Landes Baden-Württemberg ein und war dem Sozialgericht Karlsruhe zugewiesen. Im Juli 2010 wechselte er an das Sozialgericht Mannheim. Nach mehrjährigen Abordnungen an das Verwaltungsgericht Karlsruhe wechselte Hissnauer im April 2014 in die Verwaltungsgerichtsbarkeit. Von Januar 2015 bis Juni 2016 war er als wissenschaftlicher Mitarbeiter an das Bundesverfassungsgericht abgeordnet. 2017 folgte seine Ernennung zum Richter am Verwaltungsgerichtshof. Hissnauer ist promoviert.
Nach seiner Ernennung zum Richter am Bundesverwaltungsgericht am 18. Januar 2022 wies das Präsidium Hissnauer dem u. a. für das öffentliche Dienstrecht zuständigen 2. Revisionssenat zu.